# فدراسیون بسکتبال کرواسی
فدراسیون بسکتبال کرواسی (کرواتی: Hrvatski košarkaški savez) نهاد اداره کننده ورزش بسکتبال در کشور کرواسی است. این فدراسیون که در سال ۱۹۹۱ تأسیس شده مقر آن در شهر زاگرب قرار دارد.